# Ralph Benatzky
Ralph Benatzky (Rudolph Josef František Benatzky) a fost un compozitor austriac (n. 5 iunie 1884 - d. 17 octombrie 1957, Zürich).
Cea mai cunoscută lucrare muzicală a sa este opereta „La calul bălan”.